# La fortuna viene dal cielo
Pour plus de détails, voir Fiche technique et Distribution.
La fortuna viene dal cielo est une comédie italienne réalisée par Ákos von Ráthonyi et sortie en 1942. C'est le premier des deux films italiens du réalisateur hongrois, et l'action du film se déroule en Hongrie.

## Synopsis
Le marchand hongrois John Illes, 57 ans, est traqué par ses débiteurs. Mais le magasin Illes Radio Uzelt ne fonctionne pas bien et il ne peut pas payer ses dettes. Pour sauver in extremis son père de la faillite, Anna propose d'aller parler à l'avocat pour obtenir un délai de paiement. L'avocat lui promet la prolongation mais se rapproche un peu trop d'elle physiquement. Elle doit se défendre et avant de partir, elle lui dit que l'argent ne peut pas tout acheter. Le pouvoir de l'homme, cependant, vient à bout de la pauvreté et de l'impuissance de la femme. Peu après, Anna se fiance avec l'avocat.
Comme il ne peut pas sortir avec elle ce soir-là, il lui offre un billet pour le cinéma Metropol. Pendant la représentation, elle se fait voler une broche de valeur. L'homme assis à côté d'elle était parti pendant le spectacle et l'autre homme assis à côté de la voleuse présumée s'était fait voler ses chaussures.
Zizì est une chanteuse dans une boîte de nuit. Après sa chanson, elle s'assied à la demande d'un client à sa table : il s'agit de Luigi, le voleur de la broche et des chaussures. Les chaussures sont un cadeau pour le grand frère de Zizi.
Luigi, sur le point d'être découvert, laisse tomber le bijou sur la table d'un café où est assise Zizì, une amie chanteuse et complice de celui-ci, qui, remarquant l'apparition soudaine de l'objet, croit que c'est le ciel qui lui a fait ce cadeau. Après une succession de malentendus et de mauvaises interprétations, le bijou revient à son propriétaire légitime, qui finira lui aussi par trouver un jeune amour.

## Fiche technique
- Titre original italien : La fortuna viene dal cielo[1]
- Réalisateur : Ákos von Ráthonyi
- Scénario : Ákos von Ráthonyi, Sergio Pugliese (it)
- Photographie : Renato Del Frate
- Montage : Otello Colangeli
- Musique : Gino Filippini (it)
- Décors : Luigi Piccinato
- Société de production : S.A.C.C.I.
- Pays de production :  Royaume d'Italie
- Langue originale : italien
- Format : Noir et blanc - 1,37:1 - Film muet - 35 mm
- Durée : 85 minutes
- Genre : Comédie
- Date de sortie :
  - Royaume d'Italie : 26 mars 1942

## Distribution

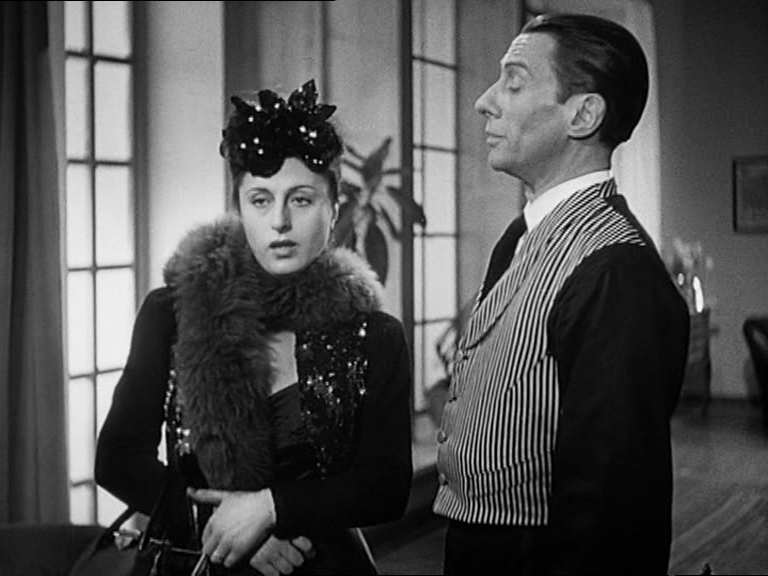
Anna Magnani et Romolo Costa dans une scène du film.

- Vera Carmi : Anna Illes
- Roberto Villa : Andrea
- Anna Magnani : Zizì
- Sandro Ruffini : l'avocat Giovanni Pap
- Franco Coop : Giovanni Illes
- Guglielmo Sinaz (en) : Luigi
- Claudio Ermelli : Signor Maria
- Romolo Costa : Demetrio
- Nicola Maldacea : Varna
- Giulio Battiferri : commissaire
- Fausto Tommei : l'ouvreur
- Amedeo Trilli : le commissaire
- Daniella Drei : Adele